# Všetaty (district de Rakovník)
Pour les articles homonymes, voir Všetaty.
Všetaty (en allemand : Wschetat) est une commune du district de Rakovník, dans la région de Bohême-Centrale, en République tchèque. Sa population s'élevait à 310 habitants en 2020.

## Géographie
Všetaty se trouve à 7 km au sud-sud-est de Rakovník et à 47,5 km à l'ouest-sud-ouest du centre de Prague.
La commune est limitée par Pavlíkov au sud, à l'ouest et au nord-ouest, par Lašovice au nord-est et par Velká Buková à l'est.

## Histoire
La première mention écrite de la localité date de 1337.

## Transports
Par la route, Všetaty se trouve à 10 km de Rakovník et à 68 km de Prague.